# Mary Douglas Glasspool
Mary Douglas Glasspool (Staten Island, Nueva York, 23 de febrero de 1954) es una obispa estadounidense, elegida por sufragio en la diócesis episcopaliana de Los Ángeles.
Glasspool nació el 23 de febrero de 1954 en el Staten Island Hospital (Nueva York), siendo sus padres Douglas Murray Glasspool y Anne Dickinson. La familia Glasspool se trasladó a Goshen (Nueva York) en abril de 1954, donde el padre trabajó como párroco de la iglesia de Saint James hasta su muerte en 1989. Glasspool fue admitida en la escuela episcopaliana Divinity en 1979. Fue ordenada diaconisa en junio de 1981 y sacerdotisa en marzo de 1982.
En 1981 Glasspool se convirtió en asistente del párroco de la iglesia de Saint Paul en Chestnut Hill (Filadelfia), donde permaneció hasta 1984. Fue párroco de las iglesias de Saint Luke y Saint Margaret en Boston de 1984-1992; párroco de la iglesia episcopaliana de Saint Margaret en Annapolis de 1992-2001; y en 2001 fue llamada a ser canon de los obispos de la diócesis episcopaliana de Maryland.
Glasspool fue elegida obispa sufragana el 4 de diciembre de 2009 en la séptima votación de la 115 convención de la diócesis episcopaliana de Los Ángeles en Riverside (California). El 17 de marzo de 2010 la oficina del obispo en presidencia certificó que su elección había recibido el acuerdo necesario y su ordenación y consagración fueron el 15 de mayo de 2010 en Long Beach (California). Glasspool se convirtió en la séptima obispa y la primera abiertamente lesbiana en la Iglesia episcopaliana.